# Jaime Gil de Biedma

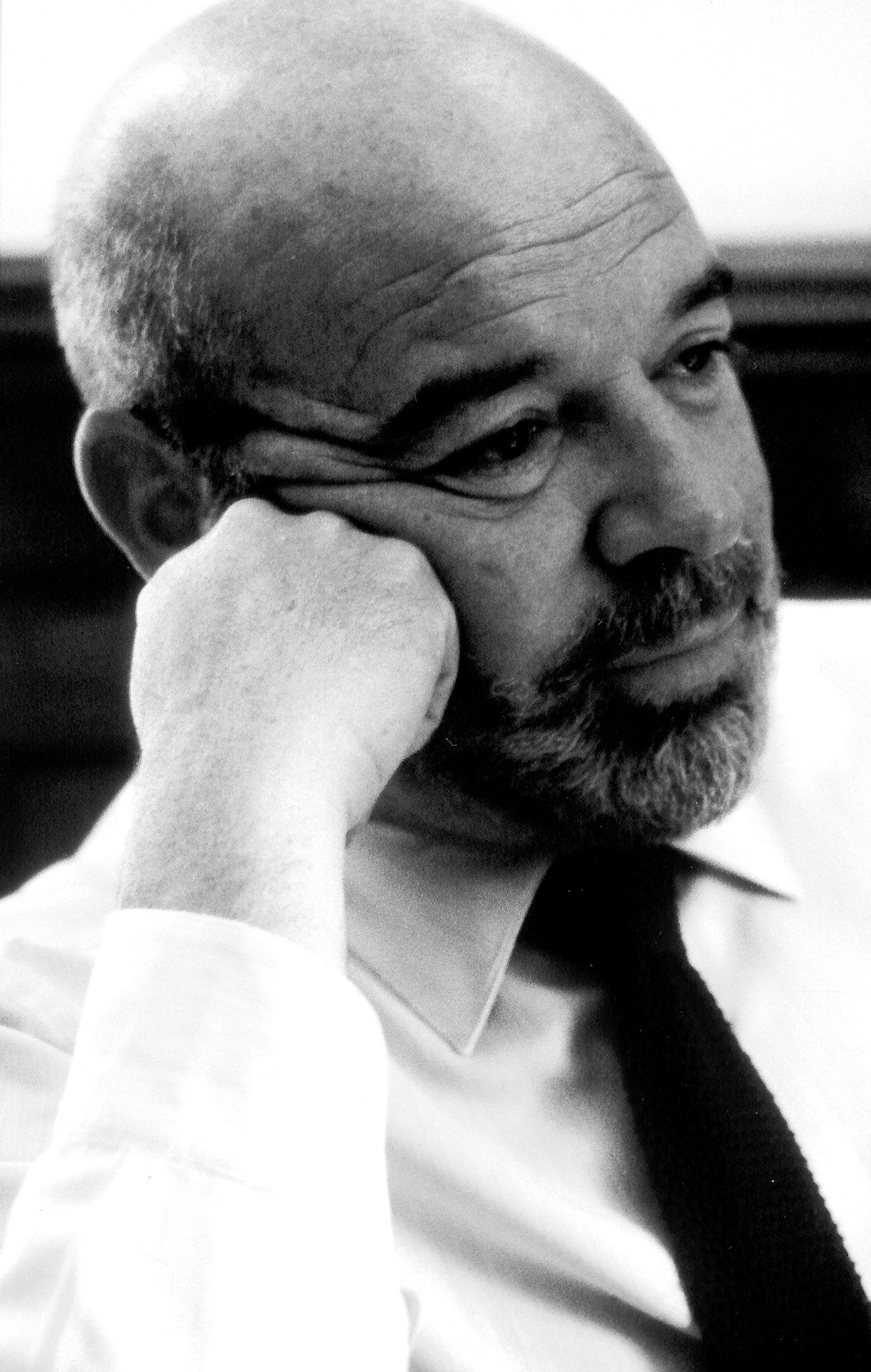
Jaime Gil de Biedma

Jaime Gil de Biedma y Alba (Barcelona, 13 november 1929 – aldaar, 8 januari 1990) was een Spaanse naoorlogse dichter.
Gil de Biedma werd in 1929 geboren in een adellijke Spaanse familie. Zijn vader verhuisde naar Barcelona om te werken bij de Philippines Tobacco Company die haar hoofdkwartier had in Hotel 1898 aan La Rambla. Gil de Viedma studeerde rechten aan de Universiteit van Barcelona en die van Salamanca, waar hij zijn licentiaatsdiploma haalde.
Hij stopte zo'n tien jaar voor zijn dood met het schrijven van gedichten. Hij bleef erbij dat het karakter dat hij bedacht had, de dichter Jaime Gil de Biedma, in tegenstelling tot de respectabele bourgeois zakenman met dezelfde naam, niets verder te zeggen had en hij weigerde nog langer de rol van dichter in het literaire circuit te spelen.
Gil de Biedma stierf op 8 januari 1990 aan aids. Zijn stoffelijk overschot werd gecremeerd en begraven in de grafkelder van Nava de la Asunción in Segovia, waar hij gedurende lange perioden woonde en veel van zijn gedichten schreef.

## Engelse invloeden
Onder Spaanse lezers wordt hij gezien als een van de meest volmaakte anglofielen op het gebied van hedendaagse Iberische literatuur. Zijn anglofilie nam een aanvang toen hij voor het eerst T.S. Eliot's Four Quartets las (vertaling uit 1952).
Hij was eveneens een aanzienlijk francofiel zoals een jonge Spanjaard van zijn verheven sociale klasse betaamde, rekening houdend met het feit dat de Spaanse samenleving tot ver in de 20e eeuw altijd notoir 'afrancesado' geweest was. Deze stand van zaken begon te veranderen onder de invloed van dichters als Gil de Biedma en Luis Cernuda. Zijn levenslange aanhankelijkheid van en assimilatie met de Anglo-Amerikaanse cultuur werd versterkt door zijn studie in 1953 te Oxford waar hij voor het eerst het werk van T.S. Eliot in het Engels las (samen met W.H. Auden en Stephen Spender), waarmee een blijvende fascinatie begon met het werk van de Anglo-Amerikaanse dichter. Bovendien zouden de lange perioden die hij doorbracht in de Engels-sprekende kringen van Manilla bijdragen aan zijn anglofiele literaire gevoeligheid en op vele gelegenheden verklaarde hij dat Engeland zijn 'segunda patria' (tweede vaderland) was en zei ook dat hij grotendeels een product was van de Angelsaksische literaire traditie. Zelfs hoewel hij bewuste relaties toont met de Spaanse en Franse traditie.

## Generatie van '50
In dichterlijk opzicht behoort Gil de Biedma tot de groep dichters die bekendstaat als de 'Generatie van '50', een losse uitdrukking waarmee dichters aangeduid worden die voortkwamen uit het gecultiveerde sociaal realisme van na de burgeroorlog. Terwijl eerdere naoorlogse dichters zich sterk richten op sociale kwesties en te weinig aandacht voor het gedicht zelf hebben, zijn dichters van de Generatie van '50 zoals Gil de Biedma, Ángel González, J.A. Valente of Francisco Brines, hoewel nog steeds betrokken met democratie of klassenstrijd, zich bewust van het literaire karakter van hun werk. Zij introduceerden allen in Spanje, deels door de invloed van de overleden Cernuda, wat Langbaum de 'dichtkunst van ervaring' noemde, de voornaamste dichterlijke trend in Spanje vanaf de jaren 80. In hun werken van 1950 tot 1970 probeerden zij allen door middel van een fictieve eigen persoon een rechtstreeks intellectuele beleving te creëren.

## Gemeenschappelijke thema's
In zijn vroege gedichten toont hij een sterke kritiek op de Spaanse dictatuur en geeft zijn eerste belangrijke publicatie de titel Compañeros de viaje (reisgenoten), naar een trotskistische uitdrukking voor sympathisanten van het communisme. Gil de Biedma stond bekend om zijn feestende levensstijl en zijn verstokte sociale leven en benaderde de kloof tussen publieke en private personen in verschillende beroemde gedichten waarvan de meest bekende waarschijnlijk 'Contra Jaime Gil de Biedma' ('Tegen Jaime Gil de Biedma') of 'Después de la muerte de Jaime Gil de Biedma' ('Na de dood van Jaime Gil de Biedma') zijn. Samen met Francisco Brines hielp hij homo-erotische thema's in de dichtkunst nieuw leven in te blazen, waarschijnlijk geïnspireerd door de verbannen Luis Cernuda.

## Homoseksualiteit
Als homoseksueel in een sterk conservatieve omgeving werd Jaime Gil de Biedma zijn hele leven gediscrimineerd. Desalniettemin verborg hij zijn seksuele geaardheid niet en toonde deze in zijn gedichten. Hij werd geweigerd als lid van de toenmalig verboden Spaanse Communistische Partij (PCE), naar verluidt omdat Franco's dictatuur zijn seksualiteit kon gebruiken om hem te bedreigen indien zou blijken dat hij een communist was.

## Trivia
- Gil de Biedma's nicht is de liberaal conservatieve politica Esperanza Aguirre Gil de Biedma, voorzitster van de autonome gemeenschap Madrid en is een van de voornaamste beleidsvormers van de Partido Popular, Spanjes belangrijkste liberaal-conservatieve partij.
- In 2004 werd zijn biografie geschreven door Miguel Dalmau en in 2009 werd deze door de Spaanse regisseur Sigfrid Monleón verfilmd. De film is getiteld 'El Cónsul de Sodoma' (De Consul van Sodom). De rol van Gil de Biedma wordt gespeeld door Jordi Mollà.